# Kids the Light of our Lives
Kids the Light of our Lives (traducido al español como Niños la luz de nuestras vidas) fue un foro de chat en internet dedicado a la explotación sexual de menores e intercambio de pornografía infantil. Era dirigido por el inglés Timoteo David Martyn Cox, quien fue aprehendido en 2006. La operación llevó al arresto de 700 personas y el rescate de 31 niños en un lapso de diez meses.

## Funcionamiento
El foro Kids the Light of our Lives tenía por objeto el intercambio de pornografía infantil y la transmisión en directo de violaciones a niños y bebes. Se estima que las víctimas de menor edad oscilaban en un rango de los dos meses al año de vida. 
El sitio fue creado por Timoteo David Martyn Cox, quien compartía pornografía bajo el seudónimo Son of God (Hijos de Dios) desde un año antes de la fundación del foro. Cox lo creó después de percatarse de la amplia demanda que tenían los sitios clandestinos de pornografía infantil. Ninguna persona podía acceder al foro sin la autorización directa de Cox, lo que complicó el proceder la investigación policíaca.

## Desmantelamiento
Después de que la policía británica lograra infiltrarse como supuestos pedófilos a la espera de material, en septiembre de 2006 se logró rastrear la dirección de Martyn Cox. El inglés operaba el sitio desde el sótano de la granja de sus padres en Buxhall, Suffolk en Inglaterra. El disco duro de la computadora de Cox fue incautado con 75,960 imágenes ilegales almacenadas en él, y se encontró evidencia de que Cox había distribuido hasta 11,491 imágenes a otros usuarios en el sitio. Irónicamente los vecinos de Cox lo describían como un joven amable, respetuoso y muy inteligente. Cox fue declarado culpable el 18 de junio de 2007 y recibió una sentencia de prisión indeterminada en el Tribunal de Ipswich. Luego de su arresto, la policía operó el sitio por diez días más para atraer más pedófilos. La operación culminó en un lapso de diez meses concluyendo en la investigación hacia 700 personas y el rescate de 31 niños. Una de las tácticas del departamento de policía fue hacerse pasar por una adolescente que ingresó al foro. De acuerdo al informe, apenas pocos minutos después de su entrada al foro, el perfil comenzó a recibir decenas de comentarios, algunos de ellos preguntándole de forma directa: "¿te gusta el sexo?".
Luego del arresto de Cox, Gordon Mackintosh, de 33 años, de Welwyn Garden City, intentó resucitar el foro como anfitrión. Aparentemente, Mackintosh estaba detrás de los nombres de usuario "silentblackheart" y "lust4skoolgurls". El Centro de Explotación Infantil y Protección en Línea, trabajando con la Policía de Hertfordshire, una vez más se infiltró en el foro y arrestó a Mackintosh el 9 de enero de 2007. Mackintosh se declaró culpable de 27 cargos.